# Cladonia digitata
Cladonia digitata (L.) Hoffm., auch Finger-Scharlachflechte, ist eine Flechtenart aus der Familie der Cladoniaceae.

## Merkmale

### Makroskopische Merkmale
Die Thallusschuppen von Cladonia digitata (L.) Hoffm. sind bis zu 4 mm breit, der Rand nach oben gebogen und die Unterseite mehlig sorediös. Während die Oberseite grünlichgrau ist, ist die Unterseite weiß und zur Basis hin ockergelb.
Die Stämmchen (Podetien) sind stift- oder becherförmig, unterhalb berindet und nach oben hin stark mehlig sorediös.
Die Fruchtkörper (Apothecien) sind rot.

### Tüpfelreaktion
Thallusschuppen und Podetien verfärben sich beim Beträufeln mit Kalilauge gelb (K+), während die Thallusschuppen-Unterseite sich mit para-Phenylendiamin orange (P+) verfärbt.

### Flechteninhaltsstoffe
Cladonia digitata enthält Thamnolsäure.

## Sonstiges
Die Bryologisch-lichenologische Arbeitsgemeinschaft für Mitteleuropa benannte Cladonia digitata als Flechte des Jahres 2020.